# Язвенник обыкновенный
Язвенник обыкнове́нный, или Я́звенник ранозаживля́ющий, или Зольник, или Заячий клевер, или Желтый заячий клевер (лат. Anthýllis vulnerária) — двулетнее или многолетнее травянистое растение; вид рода Язвенник (Anthyllis) семейства Бобовые (Fabaceae).

## Ботаническое описание

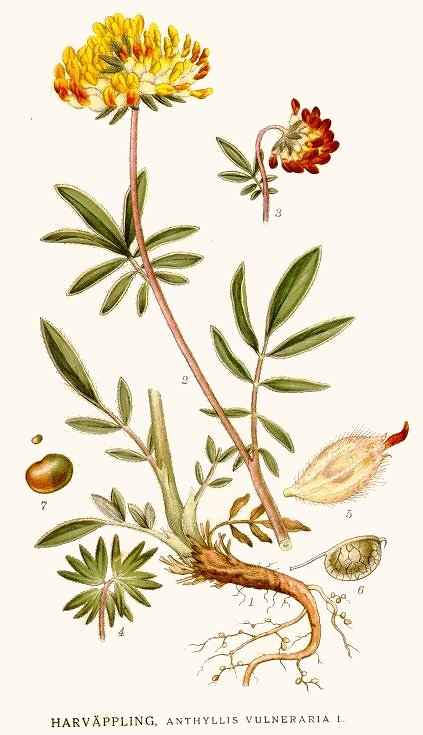

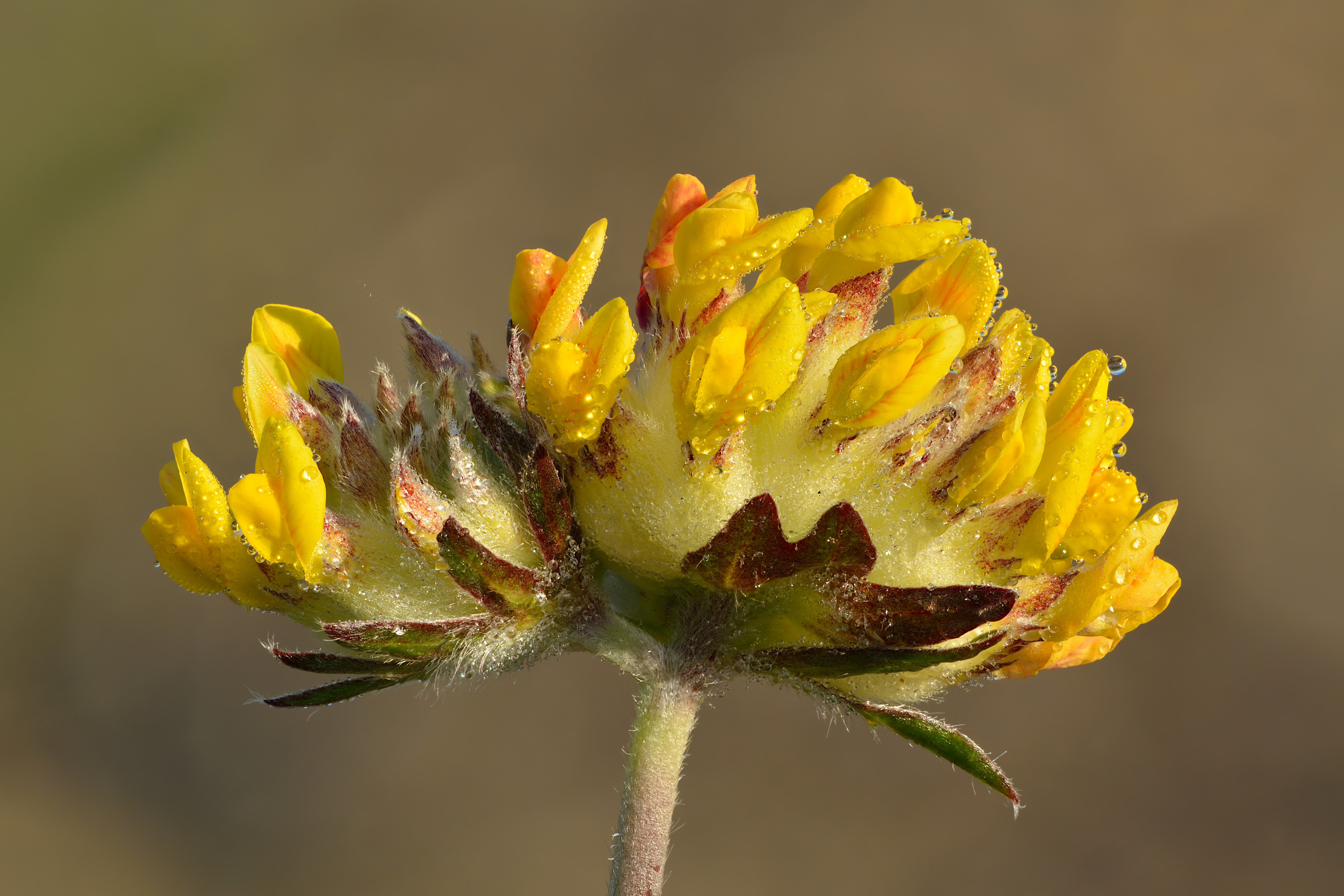
Соцветие

Двулетнее, чаще многолетнее растение высотой до 40 см. Стебли и цветоносы прямые, по всей длине покрыты редкими, короткими, сильно прижатыми волосками.
Корневая система мощная со стержневым корнем проникающим на глубину более 100 см. На разветвлениях корней развиваются азотфиксирующие бактерии.
Листья непарно-перистосложные, конечный листочек верхнего стеблевого листа намного крупнее боковых.
Соцветия головчатые, скученные по два — три на верхушке стебля, боковые соцветия если и образуются, то не достигают фазы цветения. Венчик жёлтый или оранжевый. Цветение в июне — августе.
Плоды — бобы яйцевидные, невскрывающиеся, односемянные, заключённые в чашечку. Плодоношение в июле — августе.

## Распространение и экология
Бореальный европейский вид. Произрастает в странах Прибалтики, Скандинавии, Приатлантической и Центральной Европы.
На территории России — на западе и севере европейской части, обычно в бассейнах рек, на Урале.
Предпочитает расти по сухим песчаным склонам, водораздельным лугам на карбонатных почвах, в светлых, разреженных сухотравно-лишайниковых борах.
Не требователен к почвам, но избегает кислые и болотистые почвами. Выдерживает засоленность.
Цветы язвенника посещают преимущественно пчелы, такие как антофоры и шмели.

## Охранный статус
Включён в Красную книгу Вологодской области.

## Значение и применение
По количеству питательных веществ уступает клеверу (Trifolium), люцерне (Medicago), эспарцету (Onobrychis). В зелёном виде обладает горьким вкусом который усиливается к плодоношению. Несмотря на горький вкус охотно поедается крупным рогатым скотом и овцами. Лошади не едят. В сене горечь пропадает и оно охотно поедается всеми домашними животными. Выносит выпас. Медонос.
| Число анализов | Воды (в %) | От абсолютного сухого вещества в % | От абсолютного сухого вещества в % | От абсолютного сухого вещества в % | От абсолютного сухого вещества в % | От абсолютного сухого вещества в % | Источник         |
| Число анализов | Воды (в %) | золы                               | протеина                           | жира                               | клетчатки                          | БЭВ                                | Источник         |
| -------------- | ---------- | ---------------------------------- | ---------------------------------- | ---------------------------------- | ---------------------------------- | ---------------------------------- | ---------------- |
| 1              | 82,8       | 7,2                                | 13,3                               | 3,3                                | 28,4                               | 47,8                               | Медведев, 1948   |
| 5              | 15,0       | 10,9                               | 12,8                               | 2,0                                | 24,8                               | 49,5                               | Попов и др. 1944 |

Не нуждается в удобрении, долго сохраняется в травостое благодаря самосеву. В Западной Европе введена в культуру в середине XIX века.
Содержит красящие и дубильные вещества.
Прежде применялась в народной медицине в качестве вяжущего и для заживления ран (отсюда и видовой эпитет).

## Классификация

### Таксономия
Anthyllis vulneraria L., 1753, Sp. Pl.: 719
Вид Язвенник обыкновенный относится к роду Язвенник (Anthyllis) подсемейства Мотыльковые (Papilionoideae) семейства Бобовые (Fabaceae) порядка Бобовоцветные (Fabales). Таксономическая схема в соответствии с Системой APG IV по состоянию на декабрь 2023 года:
|  |                                      |  |                                   |                                   |                   |  | ещё 3 семейства | ещё 3 семейства   |                          |  |  |  | еще 523 рода                                                    | еще 523 рода              |  |  |
|  |                                      |  |                                   |                                   |                   |  | ещё 3 семейства | ещё 3 семейства   |                          |  |  |  | еще 523 рода                                                    | еще 523 рода              |  |  |
|  |                                      |  |                                   | порядок Бобовоцветные             |                   |  |                 |                   | подсемейство Мотыльковые |  |  |  |                                                                 | вид Язвенник обыкновенный |  |  |
|  |                                      |  |                                   | порядок Бобовоцветные             |                   |  |                 |                   | подсемейство Мотыльковые |  |  |  |                                                                 | вид Язвенник обыкновенный |  |  |
|  | отдел Цветковые, или Покрытосеменные |  |                                   |                                   | семейство Бобовые |  |                 |                   | род Язвенник             |  |  |  |                                                                 |                           |  |  |
|  | отдел Цветковые, или Покрытосеменные |  |                                   |                                   |                   |  |                 |                   |                          |  |  |  |                                                                 |                           |  |  |
|  |                                      |  | ещё 63 порядка цветковых растений | ещё 63 порядка цветковых растений |                   |  |                 | еще 5 подсемейств | еще 5 подсемейств        |  |  |  | еще 45 подтвержденных видов и 11 видов, ожидающих подтверждения |                           |  |  |
|  |                                      |  |                                   | ещё 63 порядка цветковых растений |                   |  |                 |                   | еще 5 подсемейств        |  |  |  |                                                                 |                           |  |  |

### Внутривидовые таксоны
Некоторые систематики трактуют вид Anthyllis vulneraria как сборный, представляющий собой сложный и многообразный цикл форм. Систематика этой группы сталкивается с особенными сложностями ввиду размытости различительных признаков и большого количества промежуточных форм. Дополнительные трудности представляют гибридогенные формы.
- Anthyllis vulneraria subsp. abyssinica (Sagorski) Cullen
- Anthyllis vulneraria subsp. ajmasiana (Pau) Raynaud & Sauvage
- Anthyllis vulneraria subsp. alpestris (Kit.) Asch. & Graebn.
- Anthyllis vulneraria subsp. argyrophylla (Rothm.) Cullen
- Anthyllis vulneraria subsp. arundana (Boiss. & Reut.) H.Lindb.
- Anthyllis vulneraria subsp. baldensis (Sagorski) Pignatti ex Kerguélen
- Anthyllis vulneraria subsp. balearica (Coss. ex Marès & Vigin.) O.Bolòs & Vigo
- Anthyllis vulneraria subsp. boissieri (Sagorski) Bornm.
- Anthyllis vulneraria subsp. borealis (Rouy) Jalas
- Anthyllis vulneraria subsp. boscii Kerguélen
- Anthyllis vulneraria subsp. bulgarica (Sagorski) Cullen
- Anthyllis vulneraria subsp. busambarensis (Akeroyd) Pignatti
- Anthyllis vulneraria subsp. carpatica (Pant.) Nyman
- Anthyllis vulneraria subsp. colorata (Juz.) Tzvelev
- Anthyllis vulneraria subsp. danica Lampinen
- Anthyllis vulneraria subsp. dertosensis (Rothm.) Font Quer
- Anthyllis vulneraria subsp. fatmae Font Quer
- Anthyllis vulneraria subsp. forondae (Sennen) Cullen
- Anthyllis vulneraria subsp. fruticans Emb.
- Anthyllis vulneraria subsp. gandogeri (Sagorski) Maire
- Anthyllis vulneraria subsp. guyotii (Chodat) Grenon
- Anthyllis vulneraria subsp. hispidissima (Sagorski) Cullen
- Anthyllis vulneraria subsp. iberica (Becker) Jalas
- Anthyllis vulneraria subsp. iframensis Cullen
- Anthyllis vulneraria subsp. lapponica (Hyl.) Jalas — Язвенник песчаный
- Anthyllis vulneraria subsp. maritima (Schweigg. ex K.G.Hagen) Corb.
- Anthyllis vulneraria subsp. matris-filiae Emb. & Maire
- Anthyllis vulneraria subsp. maura (Beck) Maire
- Anthyllis vulneraria subsp. microcephala (Willk.) Benedí
- Anthyllis vulneraria subsp. multifolia (Becker) O.Bolòs & Vigo
- Anthyllis vulneraria subsp. nana (Ten.) Tammaro
- Anthyllis vulneraria subsp. pinidicola Cullen
- Anthyllis vulneraria subsp. polyphylla (DC.) Nyman — Язвенник многолистный или Язвенник Шиверека или Язвенник крупноголовчатый
- Anthyllis vulneraria subsp. pseudoarundana H.Lindb.
- Anthyllis vulneraria subsp. pulchella (Vis.) Bornm.
- Anthyllis vulneraria subsp. rubriflora (DC.) Arcang.
- Anthyllis vulneraria subsp. saharae (Sagorski) Maire
- Anthyllis vulneraria subsp. saharae (Sagorski) Jahand. & Maire
- Anthyllis vulneraria subsp. subscaposa Cullen
- Anthyllis vulneraria subsp. valesiaca (Beck) Guyot
- Anthyllis vulneraria subsp. variegata (Boiss.) Bornm.
- Anthyllis vulneraria subsp. versicolor (Dalla Torre & Sarnth.) Gutermann
- Anthyllis vulneraria subsp. vitellina (Velen.) Kuzmanov
- Anthyllis vulneraria subsp. vulneraria
- Anthyllis vulneraria subsp. vulnerarioides (All.) Arcang.
- Anthyllis vulneraria subsp. weldeniana (Rchb.) Cullen
- Anthyllis vulneraria var. font-queri (Rothm.) Cullen

### Синонимы
- Anthyllis collina Salisb.
- Anthyllis leguminosa Gray
- Anthyllis vulneraria var. vulneraria
- Vulneraria anthyllis Scop.